# Az Európai Unió bevándorlási politikája
Az Európai Unió bevándorlási politikája közösségi szabályozás alá tartozik. A szabályozási terület a mai napig formálódik, a tagállamok csak lassan engedik át a bevándorlással kapcsolatos jogköreiket a közösségnek. Az Európai Unió bevándorlási politikája alatt három fő szabályozási területet értünk: a menekültügyet, a bevándorlást és az illegális migrációval kapcsolatos intézkedéseket.

## Kialakulása
Az Európai Közösségekben kezdetben nem volt cél a gazdasági integráción túli Uniós szintű együttműködés.1985-ben viszont a Schengeni egyezmény létrehozásával és 1995-ös teljes mértékű megvalósulásával, az aláíró tagállamok a gazdasági lehetőségeken felül közös problémákkal is találkoztak. A részt vevő országok határőrizetének megszüntetése ugyanis szabad utat nyitott nem csak az állampolgárok és gazdasági szereplők, de a bűnözők, terroristák, illegális bevándorlók, és harmadik országok legálisan itt tartózkodó állampolgárai a számára is.
Az 1997-ben aláírt és 1999. május 1-jén hatályba lépett Amszterdami Szerződés, azon felül, hogy a schengeni vívmányokat az Unió keretébe emelte, a menekültügyet, a bevándorlást, és az illegális migrációval kapcsolatos kérdéseket, a korábbi harmadik pillérből az első pillérbe helyezte át. Az áthelyezéssel lehetőség nyílt a kérdésben a közösségi döntéshozatalra. Az Amszterdami szerződés egy 5 éves átmeneti periódust írt elő, melyben a Bizottság mellett, minden tagállam jogosult volt jogalkotás kezdeményezésre. Ezen felül a döntéshozatal során a Parlamenttel csak konzultálni kellett, a Bíróságnak nagyon korlátozott hatásköre volt a kérdés vizsgálatában, illetve az egyhangú szavazás miatt minden tagállam vétójoggal rendelkezett. Az átmeneti periódus leteltével és a Nizzai Szerződés újításainak figyelembe vételével a következő fontos változások álltak be 2004. május 1-jén.
1. Tagállamok elveszítették kezdeményezési jogukat.
2. Együttdöntési eljárást alkalmaznak.
3. Többségi döntéshozatalt jött létre a Tanácsban.

A 2009. december 1-jén hatályba lépett Lisszaboni szerződés megszüntette a pillér rendszert, kibővítette a Parlament és a Bíróság jogkörét, illetve az együttdöntési eljárást tette a rendes döntéshozatali eljárássá. Ezen felül a vízum politikával és az emberkereskedelemmel kapcsolatos kérdéseket is közösségi szintre helyezte.

## Programok, intézmények, pénzügyi alapok, jogszabályok

### Programok
A Tanács 5 éves programokban határozza meg a Szabadság, Biztonság és Jog Térségének céljait. 1999 október 16-ától a következő programokat fogadták el:
- Tamperei Program: 1999. október 15-16.
- Hágai Program: 2004. november 8.[2]
- Stockholmi Program: 2010. május 4.

### Intézmények
A következő intézményeket hozták létre a bevándorlással kapcsolatban a Szabadság, Biztonság és Jog Térségén belül:
- Schengeni Információs Rendszer második generációja: SIS II
- Gyorsereagálású Határvédelmi Csapatok (RABIT)
- FRONTEX
- Vízum információs rendszer: VIS
- EURODAC rendszer
- Európai MIgrációs Hálózat

### Pénzügyi alapok
A hágai programot követően, és a döntéshozatal megváltoztatása után pénzügyi alapokat hoztak létre, a közös bevándorlás politika egyes területeinek finanszírozására.
- Külső Határok Alap
- Európai Menekültügyi Alap
- Integrációs Alap
- Visszatérési Alap

### Elfogadott fontosabb jogszabályok
- Légi fuvarozóknak az utasokkal kapcsolatos adatok közlésére vonatkozó kötelezettsége
- Vízumkódex
- EU-n kívüli országok állampolgáraira vonatkozó vízumkötelezettség
- Vízumok egységes formátuma
- Dublin II. rendelet
- Tartózkodási engedély egységes formátuma
- Diákcsere, és tanulmányokkkal kapcsolatos rendelet
- Tartózkodási engedély az emberkereskedelem áldozatai számára
- Harmadik országok huzamos tartózkodási engedéllyel rendelkező állampolgárainak jogállása
- Családegyesítés
- Tartózkodási és munkavállalási engedély kiadására vonatkozó egységes eljárás, harmadik országból érkező munkavállalók jogainak közös bázisa
- Harmadik országok állampolgárainak önálló vállalkozói tevékenység folytatása céljából történő beutazására vonatkozó korlátozások
- Harmadik országok állampolgárainak foglalkoztatás céljából történő beutazására vonatkozó korlátozások
- Az illegális bevándorláshoz történő segítségnyújtás meghatározása
- A jogellenes bevándorláshoz történő segítségnyújtás megelőzésének büntetőjogi kerete
- Illegálisan tartózkodó harmadik országbeli állampolgárok foglalkoztatásával szembeni szankciók
- Fuvarozókra kiszabható pénzbüntetések
- Bevándorlási összekötő tisztviselők hálózata
- Illegálisan bevándorlók visszatérésével kapcsolatban használt közös normák és eljárások
- A kitoloncolásról hozott határozatok kölcsönös elismerése
- Az illegális migránsok kitoloncolására szolgáló közös légi járatok